# Pablo Vigil
Pablo « Charlie » Vigil, né le 25 janvier 1952 à Mora au Nouveau-Mexique, est un coureur de fond américain. Il a notamment remporté quatre fois Sierre-Zinal.

## Biographie
Pablo démontre de bonnes qualités en course à pied durant sa jeunesse et se spécialise en cross-country durant ses études universitaires, préférant courir en pleine nature. Son amour de la nature le pousse à se lancer de nouveaux défis et il s'essaie à la course en montagne. En 1971, à 19 ans, il court le marathon de Pikes Peak et termine à la quatrième place, remportant la victoire dans la catégorie junior mais il se blesse aux pieds, perdant plusieurs ongles,.
En 1978, il rejoint l'équipe nationale de cross-country et prend part aux championnats du monde de cross-country à Glasgow où il se classe 73e.
Le 12 août 1979, il participe pour la première fois à la course Sierre-Zinal sur invitation de Chuck Smead, vainqueur en 1977 et qui souhaitait déjà l'inviter l'année précédente. Pablo s'étant préparé spécifiquement pour cette course, il prend un départ mesuré puis produit son effort à partir de Chandolin. Il mène la course jusqu'à la l'arrivée, lâchant son compatriote Chuck Smead en chemin. Il termine plus de quatre minutes devant l'Anglais Jeff Norman battant son record d'autant de temps.
En 1980, il remporte la première de ses trois victoires au marathon de Cleveland en établissant son record personnel en 2 h 15 min 19 s,. Et pour prouver que sa victoire à Sierre-Zinal n'était pas un coup de chance, il récidive en 1980 et à nouveau les deux années suivantes, devenant le seul coureur à remporter la course quatre fois d'affilée. Seule Anna Pichrtová égale ce record entre 2006 et 2009,. En 2021, il est détrôné par Kílian Jornet qui remporte sa neuvième victoire de l'épreuve et la cinquième d'affilée.
En avril 1989, il est invité au super-marathon du Hoggar. Il domine toutes les épreuves de la course et s'impose devant le Suisse Daniel Oppliger.
Il met son expérience au profit de jeunes coureurs talentueux, notamment pour les préparer spécifiquement à Sierre-Zinal. Il a coaché notamment Joseph Gray, Stevie Kremer, Brandy Erholtz ainsi que Megan Lund qui a remporté la course en 2010.
Il est admis au Colorado Running Hall of Fame en 2012.

## Palmarès

### Course en montagne
| no  | masculin          | Course                                                | Longueur | Départ            | Temps           |
| --- | ----------------- | ----------------------------------------------------- | -------- | ----------------- | --------------- |
| 4e  | 4e                | Marathon de Pikes Peak                                | 42,2 km  | 15 août 1971      | 4 h 5 min 43 s  |
| 1re | Médaille d'or     | Sierre-Zinal                                          | 31 km    | 12 août 1979      | 2 h 33 min 49 s |
| 1re | Médaille d'or     | Sierre-Zinal                                          | 31 km    | 10 août 1980      | 2 h 35 min 9 s  |
| 1re | Médaille d'or     | Sierre-Zinal                                          | 31 km    | 9 août 1981       | 2 h 35 min 46 s |
| 1re | Médaille d'or     | Course de montagne du Kitzbüheler Horn                | 12,9 km  | 30 août 1981      | 1 h 0 min 42 s  |
| 2e  | Médaille d'argent | Genève-Le Salève                                      | 18,5 km  | 20 septembre 1981 | 1 h 9 min 20 s  |
| 1re | Médaille d'or     | Sierre-Zinal                                          | 31 km    | 8 août 1982       | 2 h 37 min 57 s |
| 2e  | Médaille d'argent | Course du Cervin                                      | 12 km    | 8 juillet 1984    | 58 min 52 s     |
| 2e  | Médaille d'argent | Course de montagne de Creede                          | 37 km    | 30 août 1986      | 2 h 31 min 20 s |
| 9e  | 9e                | Trophée mondial de course en montagne - Parcours long | 14,7 km  | 23 août 1987      | 1 h 16 min 16 s |
| 2e  | Médaille d'argent | Course de montagne du Danis                           | 12,9 km  | 3 juillet 1988    | 58 min 52 s     |

### Route
| Année | Compétition               | Lieu              | Place | Épreuve       | Temps           |
| ----- | ------------------------- | ----------------- | ----- | ------------- | --------------- |
| 1979  | Semi-marathon de San Bias | Coamo             | 5e    | Semi-marathon | 1 h 6 min 26 s  |
| 1979  | Marathon de Cleveland     | Cleveland         | 2e    | Marathon      | 2 h 18 min 32 s |
| 1980  | Marathon de Cleveland     | Cleveland         | 1er   | Marathon      | 2 h 15 min 19 s |
| 1981  | Marathon de Kyoto         | Kyoto             | 2e    | Marathon      | 2 h 20 min 2 s  |
| 1981  | Marathon de Cleveland     | Cleveland         | 1er   | Marathon      | 2 h 16 min 21 s |
| 1982  | Marathon de Cleveland     | Cleveland         | 5e    | Marathon      | 2 h 17 min 55 s |
| 1982  | Marathon de Chicago       | Chicago           | 18e   | Marathon      | 2 h 18 min 14 s |
| 1983  | Marathon de Cleveland     | Cleveland         | 2e    | Marathon      | 2 h 18 min 6 s  |
| 1986  | Marathon de Chicago       | Chicago           | 19e   | Marathon      | 2 h 17 min 51 s |
| 1987  | Marathon de Cleveland     | Cleveland         | 1er   | Marathon      | 2 h 19 min 59 s |
| 1987  | Garden of the Gods        | Manitou Springs   | 1er   | 10 miles      | 52 min 58 s     |
| 1993  | Marathon de Denver        | Denver            | 5e    | Marathon      | 2 h 29 min 0 s  |
| 1996  | Steamboat Half-marathon   | Steamboat Springs | 2e    | Semi-marathon | 1 h 14 min 54 s |

## Records
| Épreuve       | Performance     | Date            | Lieu            |
| ------------- | --------------- | --------------- | --------------- |
| 5 kilomètres  | 16 min 5 s      | 30 août 1997    | Fort Collins    |
| 10 kilomètres | 29 min 13 s     | 7 décembre 1980 | Anaheim         |
| 15 kilomètres | 44 min 44 s     | 28 juin 1981    | Portland        |
| 10 miles      | 51 min 55 s     | 12 juin 1982    | Manitou Springs |
| 20 kilomètres | 1 h 3 min 44 s  | 1er avril 1979  | Atlanta         |
| Semi-marathon | 1 h 6 min 26 s  | 4 février 1979  | Coamo           |
| 25 kilomètres | 1 h 23 min 0 s  | 13 mai 1995     | Grands Rapids   |
| Marathon      | 2 h 15 min 19 s | 18 mai 1980     | Cleveland       |